# Bernard Wirtz
Bernard Wirtz war ein luxemburgischer Fußballspieler.
Der Heimatverein von Wirtz war Sporting Club Luxemburg. Am 8. Februar 1914 stand er beim Freundschaftsspiel der luxemburgischen Fußballnationalmannschaft gegen Frankreich (5:4) in der Startelf. Es blieb sein einziges Länderspiel.  